# Peter Anthony Rosazza
Peter Anthony Rosazza (* 13. Februar 1935 in New Haven) ist emeritierter Weihbischof in Hartford. 

## Leben
Peter Anthony Rosazza empfing am 29. Juni 1961 die Priesterweihe für das Erzbistum Hartford. 
Papst Paul VI. ernannte ihn am 28. Februar 1978 zum Weihbischof in Hartford und Titularbischof von Oppidum Novum. Die Bischofsweihe spendete ihm der Erzbischof von Hartford, John Francis Whealon, am 24. Juni desselben Jahres; Mitkonsekratoren waren John Francis Hackett, Weihbischof in Hartford, und Ulises Aurelio Casiano Vargas, Bischof von Mayagüez.
Am 30. Juni 2010 nahm Papst Benedikt XVI. seinen altersbedingten Rücktritt an.